# Euschistus
Genre
Euschistus est un genre d'insectes hémiptères du sous-ordre des hétéroptères (punaises) de la famille des Pentatomidae.

## Espèces rencontrées en Amérique du Nord
- Euschistus acuminatus Walker, 1867
- Euschistus biformis Stål, 1862
- Euschistus comptus Walker, 1868
- Euschistus conspersus Uhler, 1897
- Euschistus crassus Dallas, 1851
- Euschistus crenator (Fabricius, 1794)
- Euschistus eggelstoni Rolston, 1974
- Euschistus ictericus (Linnaeus, 1763)
- Euschistus inflatus Van Duzee, 1903
- Euschistus integer Stål, 1872
- Euschistus latimarginatus Zimmer, 1910
- Euschistus obscurus (Palisot, 1817)
- Euschistus politus Uhler, 1897
- Euschistus quadrator Rolston, 1874
- Euschistus servus (Say, 1832)
- Euschistus spurculus Stål, 1862
- Euschistus strenuus Stål, 1862
- Euschistus tristigmus (Say, 1832)
- Euschistus variolarius (Palisot, 1817) - punaise variée